# 酒井米子
酒井 米子（さかい よねこ、1898年11月25日 - 1958年10月15日）は、日本の女優である。本名は酒井 よね子（さかい よねこ）。身長5尺2寸（157.5センチメートル）、体重12貫500匁（46.8キログラム）。

## 人物・来歴
1898年（明治31年）11月25日、東京府東京市神田区旭町（現在の東京都千代田区神田内神田）に生まれる。
1904年（明治37年）、伊庭孝率いる「伊庭孝一座」で初舞台を踏んでいる。満13歳を迎える1911年（明治44年）、井上正夫率いる有楽座「井上正夫一座」に入団する。『ディオゲネスの誘惑』のイノ役、『野鴨』のヘツドヰヒ役を演じた。芸術座に加入しようとするが、松井須磨子に反対される。
1920年（大正9年）2月、日活向島撮影所に「同撮影所最初の女優」として入社し、新劇部門の第三部設立第1作、田中栄三監督の『朝日さす前』に出演、同作は同年12月31日に公開され、大正10年の正月映画の主演として映画界にデビューした。
1921年（大正10年）3月、日活を退社、翌1922年（大正11年）7月に松竹蒲田撮影所に移籍する。1923年（大正12年）、日活向島撮影所に復帰する。同年9月1日の関東大震災により撮影所が壊滅、日活大将軍撮影所に異動となる。のちに現代劇から時代劇に転向し、スター女優、幹部俳優となる。
1932年（昭和7年）7月、日活を退社し、「酒井米子一座」を結成、舞台実演の巡業を行った。以降、フリーランスの俳優となる。
1958年（昭和33年）10月15日、死去した。満59歳没。

## 家族
息子に酒井欣也。娘の孝子(1916-1949)は九条和子の芸名で子役女優として映画にいくつか出演したのち、宝塚音楽歌劇学校を経て、五十鈴千代の名で宝塚少女歌劇団花組に所属した。孝子の父親は大谷光瑩と言われる。
テレビ東京でアナウンサーを務めた茅原ますみは孫で、その夫は元フジテレビアナウンサーの笠井信輔。

## おもなフィルモグラフィ
- 『朝日さす前』 : 監督田中栄三、日活向島撮影所第三部、1920年 - 映画デビュー作
- 『白ゆりのかほり』 : 監督田中栄三、日活向島撮影所第三部、1921年
- 『流れ行く女』 : 監督田中栄三、日活向島撮影所第三部、1921年
- 『海の呼声』 : 監督野村芳亭、脚本伊藤大輔、松竹蒲田撮影所、1922年
- 『愛の楔』 : 監督島津保次郎、松竹蒲田撮影所、1922年
- 『復讐者』 : 監督賀古残夢、原作・脚本伊藤大輔、松竹蒲田撮影所、1922年
- 『渦潮』 : 監督鈴木謙作、日活向島撮影所、1923年
- 『哀愁の曲』 : 監督若山治、日活向島撮影所、1923年
- 『夜』 : 監督溝口健二、日活向島撮影所、1923年 - 令夫人、お浪
- 『血と霊』 : 監督溝口健二、日活向島撮影所、1923年 - 鳳娃絲
- 『お光と清三郎』 : 監督村田実、日活京都撮影所、1923年
- 『彼女の運命』 : 監督鈴木謙作、日活京都撮影所第二部、1924年
- 『落花の舞』シリーズ : 監督池田富保、日活大将軍撮影所、1925年
- 『修羅八荒』シリーズ : 監督高橋寿康、日活大将軍撮影所、1926年
- 『月形半平太』 : 監督高橋寿康、日活大将軍撮影所、1926年
- 『鳴門秘帖』シリーズ : 監督辻吉郎、日活大将軍・太秦撮影所、1926-7年
- 『地雷火組』シリーズ : 監督池田富保、日活大将軍・太秦撮影所、1927-8年
- 『砂絵呪縛』シリーズ : 監督高橋寿康、日活大将軍・太秦撮影所、1927年
- 『弥次㐂多』 : 監督池田富保、日活太秦撮影所、1927年
- 『建国史 尊王攘夷』 : 監督池田富保、日活太秦撮影所、1927年
- 『弥次㐂多 尊王の巻』 : 監督池田富保、日活太秦撮影所、1927年
- 『弥次㐂多 韋駄天の巻』 : 監督池田富保、日活太秦撮影所、1928年
- 『弥次㐂多 伏見鳥羽の巻』 : 監督池田富保、日活太秦撮影所、1928年
- 『江戸三国志』シリーズ : 監督志波西果、日活太秦撮影所、1928年
- 『続水戸黄門』 : 監督池田富保、日活太秦撮影所、1928年 - 女房お幾
- 『清水次郎長』シリーズ : 監督辻吉郎、日活太秦撮影所、1928年
- 『維新の京洛 竜の巻・虎の巻』 : 監督池田富保、日活太秦撮影所、1928年
- 『日本橋』 : 監督溝口健二、1929年
- 『沓掛時次郎』 : 監督辻吉郎、1929年
- 『貝殻一平』 : 監督清瀬英二郎、1930年
- 『紅蝙蝠』 : 監督田中都留彦、1931年
- 『大地に立つ』前後篇 : 監督内田吐夢、1932年
- 『沓掛時次郎』 : 監督辻吉朗、1932年
- 『颱風時代』 : 監督志波西果、市川右太衛門プロダクション、1934年
- 『明治一代女』 : 監督田坂具隆、日活・入江プロダクション、1935年 - 秀の家秀吉
- 『恩愛十字路』 : 監督益田晴夫、日活京都撮影所、1938年 - 映画最終作

## 註
1. 1 2 3 4 5 6 7 8  酒井米子、『講談社 日本人名大辞典』、講談社、コトバンク、2010年2月23日閲覧。
2. 1 2 3 4 5 6 7 8 9 10 11  『日本映画俳優名鑑』、映画世界社、1934年、「酒井米子」の項。
3. 1 2 3  『昭和4年度「日本俳優名鑑」映画俳優の部』、「芝居とキネマ」昭和4年1月号新春付録、1929年1月、「酒井米子」の項。
4. ↑  『日本映画テレビ監督全集』 キネマ旬報社 (1988/12/1)p174
5. ↑  九条 和子（読み）クジョウ カズココトバンク
6. ↑  『クラシック映画ニュース - 第 361～401 号』無声映画賞会, 1988, p13